# روزنه امید
روزنه امید فیلمی ایرانی به کارگردانی و نویسندگی سردار ساگر محصول سال ۱۳۳۷ است. در این فیلم بازیگرانی نظیر نصرت‌الله وحدت، اشرف کاشانی، کاظم پروینچی، فرخ‌لقا هوشمند و رضا هوشمند ایفای نقش کرده‌اند.

## خلاصه داستان
محسن جوانی اصفهانی که برندهٔ بلیت بخت آزمایی شده در راه تهران چمدانش با چمدان نسرین رقاصهٔ کاباره عوض می‌شود. نسرین با پول جایزهٔ بلیط کافه اش را توسعه می‌دهد. بعدها محسن اتفاقاً گذارش به کافهٔ او می‌افتد و توسط نسرین به خوانندگی روی می‌کند. نسرین قصد ازدواج با او را دارد. اما محسن دختری به نام «جمیله» را دوست دارد و به همین جهت پیشنهاد نسرین را رد می‌کند. نسرین از روی حسادت مشکلاتی به وجود می‌آورد ولی سرانجام محسن به هدف خود که ازدواج با جمیله و شروع یک زندگی ساده است، می‌رسد

## بازیگران
- نصرت‌الله وحدت
- شهین
- مهین دیهیم
- اشرف کاشانی
- کاظم پروینچی
- عباس مصدق
- نیکتاج صبری
- رضا هوشمند
- فرخ‌لقا هوشمند